# Sacha Komljenovic
Sacha Komljenovic  (Servisch: Саша Комљеновић, Russisch: Саша Комленович) (Zoetermeer, 10 mei 2003) is een Nederlands voetballer van Servische en Russische afkomst die als middenvelder voor FC Baník Ostrava speelt.

## Carrière
Sacha Komljenovic werd in Zoetermeer geboren als zoon van een Servische vader en Russische moeder. Hij speelde voetbal in de jeugd van SV DWO, SV DSO en ADO Den Haag. In februari 2021 tekende hij een contract tot medio 2023 bij ADO. Hij debuteerde in het eerste elftal van ADO op 8 augustus 2021, in de met 2-0 gewonnen thuiswedstrijd tegen Jong Ajax. Hij kwam in de 70e minuut in het veld voor Cain Seedorf. In september 2022 scheurde Komljenovic zijn kruisband af, waardoor hij een half jaar was uitgeschakeld. Ondanks een doorlopend contract verruilde hij ADO Den Haag in de zomer van 2024 transfervrij voor het Tsjechische FC Baník Ostrava.

### Statistieken
| Seizoen        | Club           | Land           | Competitie     | Competitie | Competitie | Beker | Beker | Overig | Overig | Totaal | Totaal |
| Seizoen        | Club           | Land           | Competitie     | Wed.       | Dlp.       | Wed.  | Dlp.  | Wed.   | Dlp.   | Wed.   | Dlp.   |
| -------------- | -------------- | -------------- | -------------- | ---------- | ---------- | ----- | ----- | ------ | ------ | ------ | ------ |
| 2021/22        | ADO Den Haag   | Nederland      | Eerste divisie | 18         | 0          | 1     | 0     | 4      | 2      | 23     | 2      |
| 2022/23        | ADO Den Haag   | Nederland      | Eerste divisie | 11         | 1          | 0     | 0     | —      | —      | 11     | 1      |
| 2023/24        | ADO Den Haag   | Nederland      | Eerste divisie | 12         | 1          | 3     | 0     | 0      | 0      | 15     | 1      |
| Carrièretotaal | Carrièretotaal | Carrièretotaal | Carrièretotaal | 41         | 2          | 4     | 0     | 4      | 2      | 49     | 4      |